# انبار کشاورزی

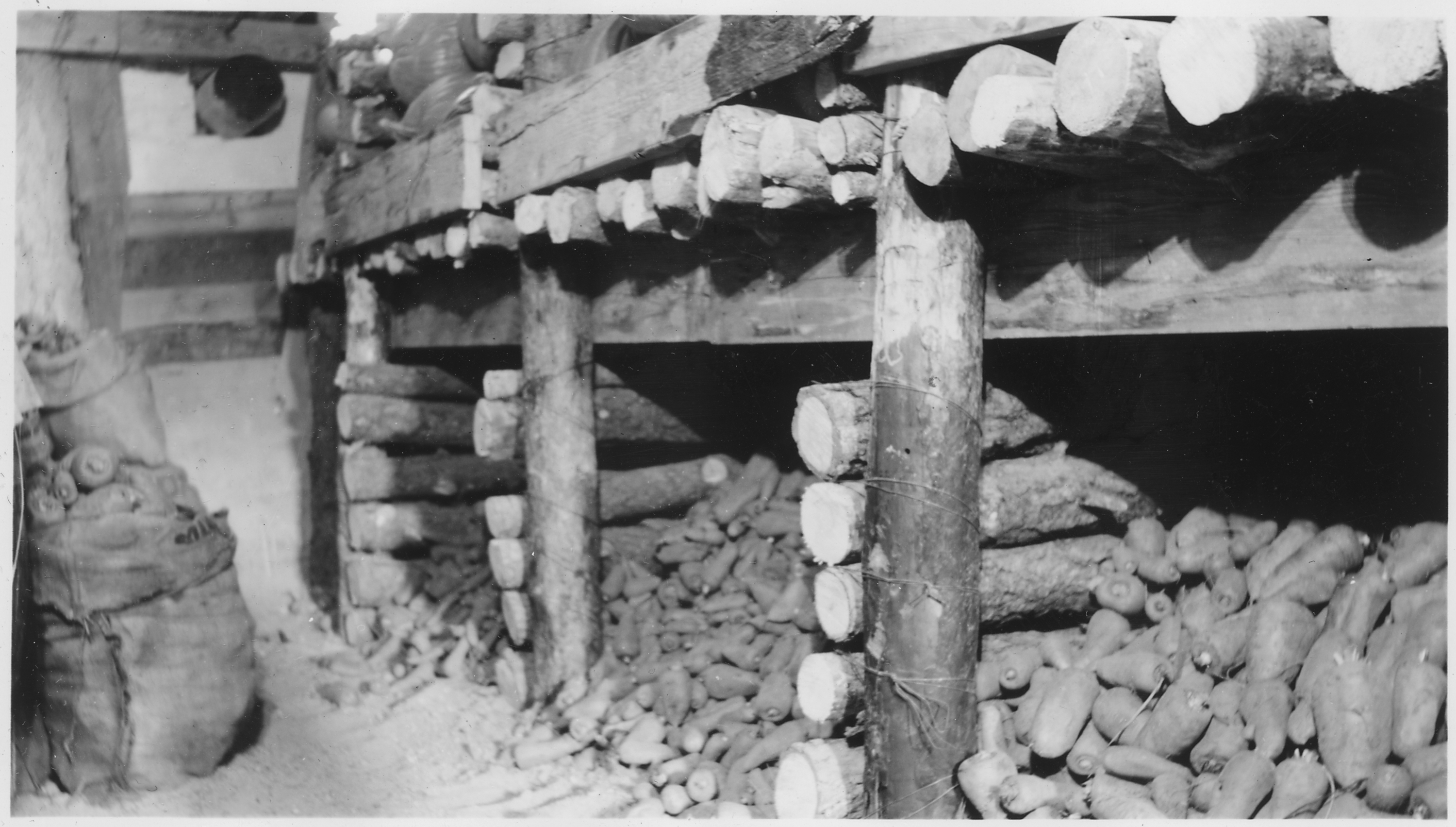
فضای داخلی یک انبار کشاورزی وایومینگ با محصولات کشاورزی

انبار کشاورزی یا انبار ریشه (انگلیسی آمریکایی)، انبار میوه (انگلیسی آمریکای غربی میانه) یا انبار زمینی (انگلیسی بریتانیایی) ساختاری، معمولاً در زیرزمین یا تا حدی زیر زمین، برای نگهداری سبزیجات، میوه‌ها، آجیل، یا غذاهای دیگر است که نام آن نشان‌دهنده تمرکز سنتی روی محصولات ریشه‌ای انبارشده در یک انبار زیرزمینی است، که هنوز هم اغلب صادق است. اما دامنه گسترده‌تر است، زیرا طیف گسترده‌ای از غذاها را می‌توان برای هفته‌ها تا ماه‌ها بستگی به محصول و شرایط نگهداری کرد، و ممکن است ساختار همیشه زیرزمینی نباشد.

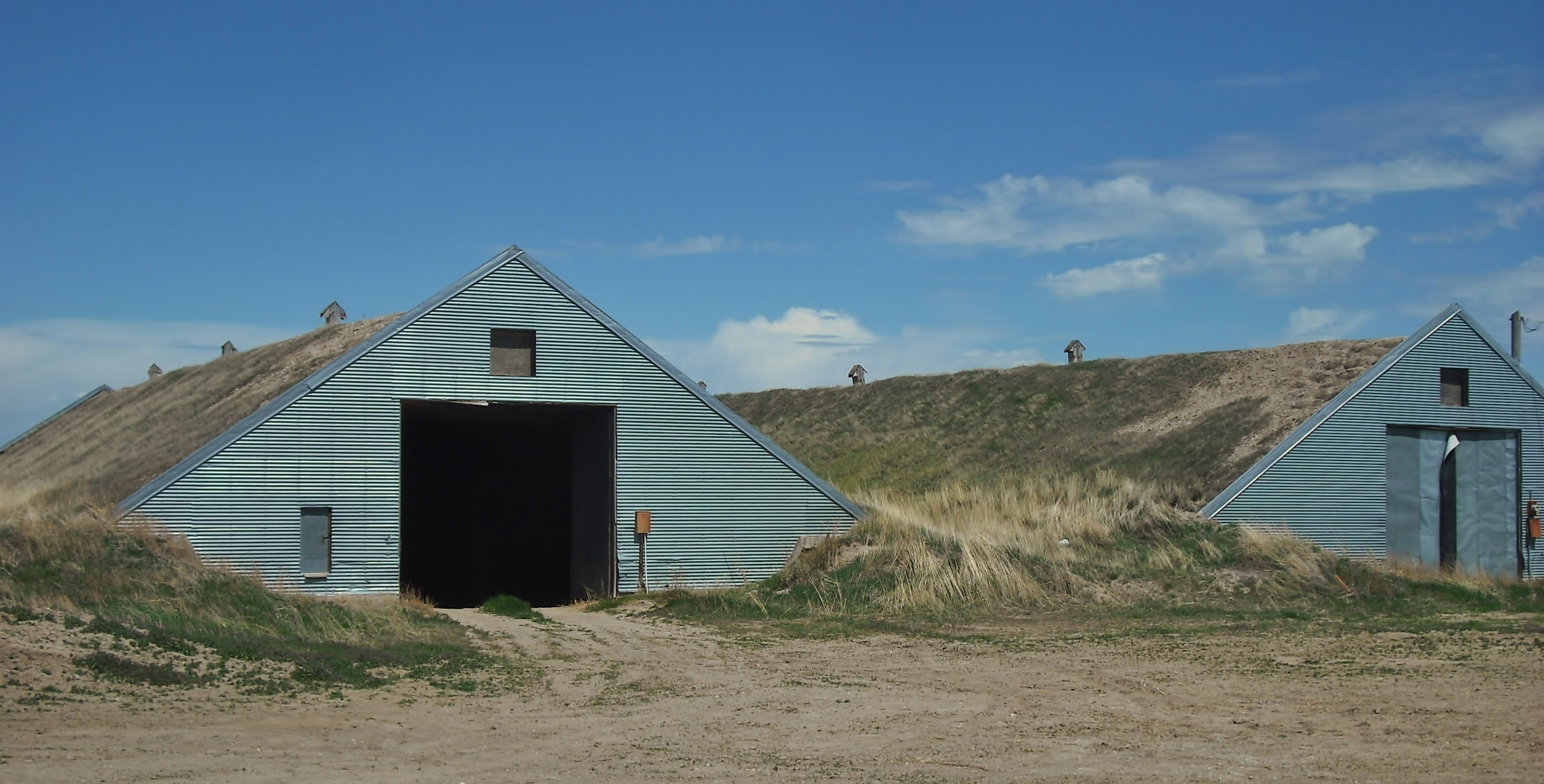
دو انبار سیب‌زمینی سنتی پوشیده از چمن در جنوب شرقی آیداهو

کمدها، فضاهای سرداب، گاراژها، سوله‌ها و اتاق زیرشیروانی همگی با موفقیت برای نگهداری حداقل برخی از انواع محصولات استفاده شده‌اند. حتی فضای زیر تخت می‌تواند برخی از محصولات (مانند کدو تنبل) را برای چند هفته ذخیره کند. به خصوص پیش از برق‌رسانی روستایی، مزارع دارای چشمه‌خانه‌ها اغلب از آن‌ها برای انجام وظایف زیرزمینی (و همچنین وظیفه شیرخانه) استفاده می‌کردند.
بیشتر انبارهای کشاورزی با استفاده از سنگ، چوب، ملات (سیمان) و چمن ساخته می‌شدند. موارد جدیدتر ممکن است از بتن با خاک چمن در بالا ساخته شوند.